# Liste der Stolpersteine in Bozen

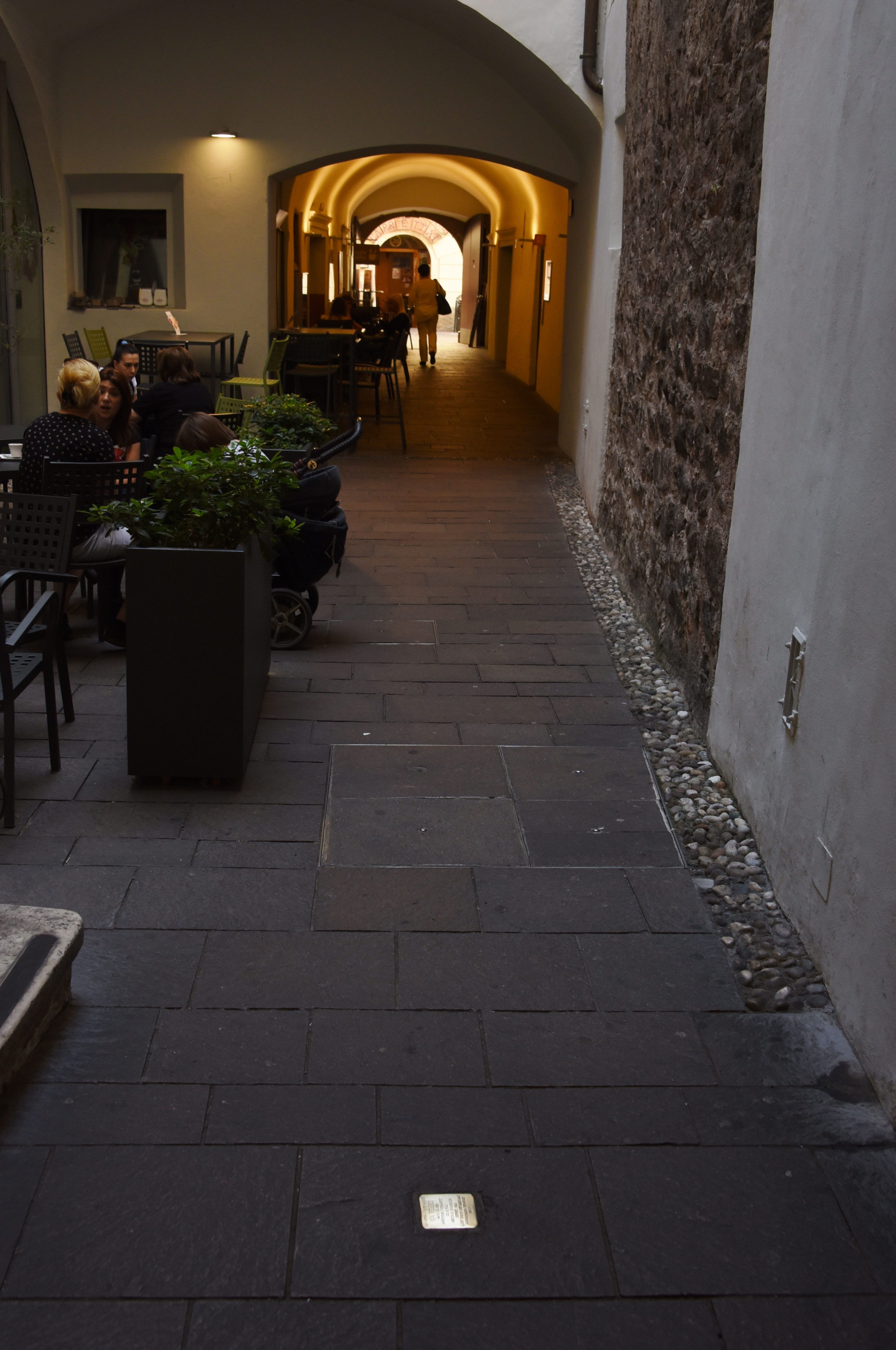
Stolperstein in Bozen (im Durchgang des Alten Rathauses)

Die Liste der Stolpersteine in Bozen enthält die Stolpersteine in Bozen (Südtirol), die an das Schicksal der Menschen erinnern, die in der Zeit des Nationalsozialismus ermordet, deportiert, vertrieben oder in den Suizid getrieben wurden. Wissenschaftlich erfasst sind bislang die Lebensläufe von 17 Familien mit 25 Mitgliedern, die sich zu dieser Zeit zeitweilig in Bozen aufhielten. An fünfzehn dieser Personen erinnern die Bozner Stolpersteine. Diese wurden vom Künstler Gunter Demnig am 15. Jänner 2015 auf Initiative der Bozner Stadtverwaltung und des Stadtarchivs Bozen und auf der Basis von entsprechenden personengeschichtlichen Forschungen der Historiker Sabine Mayr und Hannes Obermair im Kontext des 70-Jahr-Gedenkens an Kriegsende und Befreiung vom Nationalsozialismus (Internationaler Tag des Gedenkens an die Opfer des Holocaust) im Januar 2015 verlegt.
Die 10 cm × 10 cm × 10 cm großen Betonquader mit Messingtafel sind in den Bürgersteig vor jenen Häusern eingelassen, in denen die Opfer einmal zu Hause waren. Die zweisprachige Inschrift (italienisch/deutsch) der Tafel gibt Auskunft über ihren Namen, ihr Alter und ihr Schicksal. Die Stolpersteine sollen dem Vergessen der Opfer der nationalsozialistischen Gewaltherrschaft entgegenwirken.

## Verlegte Stolpersteine
In Bozen wurden fünfzehn Stolpersteine an zehn Adressen verlegt.
Die Inschriften wurden zweisprachig (dt./ital.) eingraviert. Hier wird zwecks besserer Lesbarkeit nur die deutsche Fassung wiedergegeben.
Die Tabelle ist teilweise sortierbar; die Grundsortierung erfolgt alphabetisch nach dem Familiennamen.
| Stolperstein | Übersetzung | Verlegeort                                                       | Name, Leben |
| ------------ | --- | ---------------------------------------------------------------- | --- |
|              | HIER WOHNTE ADALGISA ASCOLI JG. 1887 VERHAFTET 17.9.1943 DEPORT. 1943 ORT UNBEKANNT ERMORDET                            | Erbsengasse 8 ·                                                  | Adalgisa Ascoli (geb. 7. Mai 1887 in Rom) war seit 1928 Einwohnerin Bozens. Als Verkäuferin lebte sie zunächst unter den Lauben 46/3 und ab 1939 in der Erbsengasse 8. Am 17. September 1943 wurde sie inhaftiert und am 28. September 1943 aus dem Bozner Gefängnis fortgebracht. Hiernach wurde sie entweder zunächst in das Lager Reichenau und dann in das KZ Auschwitz-Birkenau oder aber direkt in das KZ Flossenbürg verbracht. Todesort und -datum sind unbekannt. |
|              | HIER WOHNTE ALBERTO CARPI JG. 1926 VERHAFTET 9.9.1943 DEPORT. 1943 ORT UNBEKANNT ERMORDET                               | Sparkassenstraße 16 ·                                            | Alberto Carpi Die fünfköpfige Familie stammte ursprünglich aus Mantua, wo Renzo Carpi (geb. am 24. Juli 1887) 1925 Lucia Rimini (geb. am 18. Juli 1900 in Mantua) heiratete. Das Ehepaar zog bald darauf nach Innsbruck, wo ihre beiden ersten Kinder Alberto (geb. am 24. Januar 1926) und Germana (geb. am 26. Mai 1927) auf die Welt kamen. 1933 ließ sich die Familie in Bozen nieder und wohnte im Gebäude Sparkassenstraße 16, wo Renzo Carpi unterhalb der Wohnung einen im Erdgeschoß gelegenen Laden für Getreide, Mehl und Kolonialwaren führte. Am 9. September 1943 wurden Renzo Carpi und sein Sohn Alberto aufgrund der Denunziation von zwei Bozner Mitgliedern des nationalsozialistischen Südtiroler Ordnungsdienstes namens Josef Clementi und Paul Knapp verhaftet, am 28. September Lucia Carpi-Rimini mit ihren beiden Töchtern Germana und Olimpia. Alle Familienmitglieder wurden wahrscheinlich nach einem Aufenthalt im Lager Reichenau im März 1944 in das KZ Auschwitz verlegt, wo die gesamte Familie getötet wurde. Olimpia Carpi (geb. 1940 in Bozen), die drei Wochen vor ihrem vierten Geburtstag starb und auch als „Bozens Anne Frank“ bezeichnet wird, wurde 2003 eine öffentliche Parkanlage an der Drususallee gewidmet.                                                                                 |
|              | HIER WOHNTE GERMANA CARPI JG. 1927 VERHAFTET SEPT. 1943 DEPORT. 1943 ORT UNBEKANNT ERMORDET                             | Sparkassenstraße 16 ·                                            | Germana Carpi |
|              | HIER WOHNTE OLIMPIA CARPI JG. 1940 VERHAFTET SEPT. 1943 DEPORT. 1943 ORT UNBEKANNT ERMORDET                             | Sparkassenstraße 16 ·                                            | Olimpia Carpi |
|              | HIER WOHNTE UND ARBEITETE RENZO CARPI JG. 1887 VERHAFTET 9.9.1943 DEPORT. 1943 ORT UNBEKANNT ERMORDET                   | Sparkassenstraße 16 ·                                            | Renzo Carpi |
|              | HIER WOHNTE LUCIA CARPI-RIMINI JG. 1900 VERHAFTET SEPT. 1943 DEPORT. 1943 ORT UNBEKANNT ERMORDET                        | Sparkassenstraße 16 ·                                            | Lucia Carpi-Rimini |
|              | HIER WOHNTE ALDO CASTELLETTI JG. 1891 VERHAFTET 21.9.1943 DEPORT. 1943 ORT UNBEKANNT ERMORDET                           | Antonio-Rosmini-Straße 44 ·                                      | Aldo Castelletti (geb. 24. November 1881 in Mantua) heiratete am 28. November 1914 Bianca Angela Colorni, mit der er einen Sohn und zwei Töchter hatte. Nach dem Tod seiner ersten Ehefrau heiratete er am 7. Juni in Budapest Ermelinda Barla (geb. 13. Januar 1896), eine unter dem Künstlernamen Linda Barla Ricci bekannte Sopransängerin. Die Familie zog am 27. Februar 1939 nach Bozen und wurde am 21. September 1943 in Meran oder Fondo festgenommen und im Meraner Gefängnis inhaftiert. Bis auf den Familienvater wurden alle festgenommenen Familienmitglieder wieder freigelassen, teils, weil sie den „rassischen“ Vorgaben nicht entsprachen, teils aus Versehen. Castelletti wurde vermutlich in das KZ Reichenau und von dort ins KZ Auschwitz-Birkenau deportiert. Ob er dort mit einer Nummer gekennzeichnet wurde, ist unbekannt; auch für den Tag seiner Deportation gibt es unterschiedliche Angaben. Der Zeitpunkt seines Todes konnte bislang nicht festgestellt werden. |
|              | HIER ARBEITETE BERNHARD CZOPP JG. 1879 VERHAFTET DEZ. 1943 TONEZZA DEL CIMONE DEPORT. 1944 AUSCHWITZ ERMORDET 30.1.1944 | Andreas-Hofer-Straße 20 · vor Garagenauseinfahrt ·               | Bernhard Czopp (geb. 18. August 1879 in Lwiw (Lemberg)) war seit 1907 für die Gemeinde Bozen zuständiger Veterinärarzt. Am 29. August 1939 wurde ihm die italienische Staatsbürgerschaft entzogen, er selbst mehrmals aufgefordert, die Provinz Bozen zu verlassen. Im Dezember 1943 wurde Czopp in der Provinz Vicenza festgenommen und nach Auschwitz-Birkenau deportiert. Sein weiteres Schicksal ist unbekannt; er hat die Shoah nicht überlebt. |
|              | HIER ARBEITETE AUGUSTE FREUND JG. 1882 VERHAFTET 1944 FOSSOLI DEPORT. 1944 AUSCHWITZ ERMORDET 23.5.1944                 | Obstmarkt 9 ·                                                    | Auguste Freund (geb. 17. April 1882 in Prag) lebte seit 1920 im Bozner Stadtviertel Gries-Quirein. Sie war Mitglied der jüdischen Gemeinde in Meran. Seit 1. Januar 1920 war Freund am Obstmarkt 2, später am Obstmarkt 9, im Handel mit Glas- und Porzellanwaren tätig, musste ihn aber am 31. Juli 1939 aufgrund der antijüdischen Bestimmungen („disposizioni razziali“) einstellen. 1939 wohnte sie bei Familie Torggler in der Via Mazzini 34 (unterer Abschnitt der heutigen Diazstraße Nähe Grieser Platz). Als sich ein Bozner Stadtpolizist im Auftrag des Meldeamtes im Dezember 1939 nach Freunds Aufenthaltsort erkundigte, erhielt er keine Auskunft. Der Zeitpunkt von Freunds Verhaftung und Deportation ist nicht bekannt. Am 16. Mai 1944 wurde sie vom Durchgangslager Fossoli nach Auschwitz-Birkenau überstellt und dort am 23. Mai 1944 nach ihrer Ankunft ermordet. |
|              | HIER WOHNTE FELICITAS LANDAU JG. 1913 VERHAFTET 1943 FOSSOLI DEPORT. 1944 AUSCHWITZ ERMORDET                            | Leonardo-da-Vinci-Straße 6 · vor Eingang Galeria Europa ·        | Felicitas Landau |
|              | HIER WOHNTE CHAROTTE LANDAU-NEUWOHNER JG. 1885 VERHAFTET 1943 FOSSOLI DEPORT. 1944 AUSCHWITZ ERMORDET                   | Leonardo-da-Vinci-Straße 6 · vor Eingang Galeria Europa ·        | Charlotte Landau-Neuwohner (geb. 18. Februar 1885 in Lwiw (Lemberg)) heiratete Josef Landau, mit dem sie eine Tochter, Felicitas Feiga, geboren am 15. Februar 1913, hatte. Josef Landau lebte seit 1924 in Bozen, wo er ab dem 20. Juni 1925 im Ortsteil Gries in der Meraner Straße 156 einen Handel mit Foto- und Lichtbildvergrößerungen führte, den er allerdings nach wenigen Jahren aufgab. In den 1930er Jahren lebte die Familie in der Leonardo Da Vinci-Straße 8. Am 6. September 1939 wurden Charlotte und Felicitas Landau wegen verspätet abgegebener „Rassenzugehörigkeitserklärungen“ zu zehn Tagen Arrest und einer Geldbuße von 100 Lire verurteilt. Am 22. Juli 1940 wurde Charlotte Landau in Lanciano in der Provinz Chieti interniert, wo sie mit ihrer Tochter Felicitas auch noch im Juni 1942 lebte. Am 8. Oktober 1943 wurden Mutter und Tochter in Sforzacosta, einer Fraktion der Gemeinde Macerata, interniert und am 24. November 1943 nach Pollenza gebracht, wo sie am 30. November 1943 von der SS verhaftet wurden. Felicitas und Charlotte Landau wurden zuerst im Gefängnis von Macerata festgehalten und ab März 1944 im Durchgangslager Fossoli. Am 5. April 1944 wurden sie in das KZ Auschwitz-Birkenau deportiert, wo sie am 10. April 1944 ankamen. Über ihr weiteres Schicksal ist nichts bekannt. |
|              | HIER ARBEITETE WILHELM ALEXANDER LOEW-CADONNA JG. 1873 VERHAFTET 1944 KZ BOZEN DEPORT. 1944 AUSCHWITZ ERMORDET          | Obstmarkt 7 ·                                                    | Wilhelm Alexander Loew-Cadonna (geb. 9. Juni 1873 in Wien) studierte Rechtswissenschaften an der dortigen Universität und übernahm anschließend die Rechtsanwaltskanzlei seines Vaters. Bei Ausbruch des Ersten Weltkriegs trat er freiwillig den österreichisch-ungarischen Streitkräften bei und wurde im Trentino stationiert. Bei Kriegsende befand er sich in Sopramonte, wo ihn die Familie des Arztes Cadonna vor den italienischen Truppen schützte. Er heiratete Beatrice Cadonna, die Tochter des Arztes, und entschied sich mit seiner Familie für einen Aufenthalt in Südtirol. Die Familie lebte zuerst in Kaltern und ab 1928 in Bozen. In der Nacht des 16. Februar 1944 wurde er von der SS in seiner Wohnung in der Freiheitsstraße 36 aufgesucht und zum Verhör ins Gestapoquartier (im ehem. Armeekommando) gebracht. Unter dem Vorwand regimefeindlicher Äußerungen wurde er im KZ Bozen festgehalten, wo er täglich misshandelt und terrorisiert wurde. Am 24. Oktober 1944 wurde er in das KZ Auschwitz-Birkenau deportiert, wo er die Nummer 199872 erhielt. Sein Todeszeitpunkt ist nicht bekannt; unter anderem wird ein Datum nach dem 9. November 1944 genannt. |
|              | HIER WOHNTE ADOLF SCHWARZ JG. 1871 VERHAFTET 20.4.1944 FOSSOLI DEPORT. 1944 ORT UNBEKANNT ERMORDET                      | Leonardo-da-Vinci-Straße 1 / Johann-Wolfgang-von-Goethe-Straße · | Adolf Schwarz (geb. 4. Juli 1871 in Stadtschlaining) lebte zunächst in Budapest, später in Bozen und im Trentino sowie in Meran, wo er als Bankangestellter tätig war und 1933 im „Haus Waldenburg“ in der Schafferstraße, das dem Bozner Unternehmer Arnold Schwarz gehörte, lebte. Vermutlich im Trentino wurde er an einem unbekannten Ort festgenommen und am 20. April 1944 in das Gefängnis von Trient gebracht. Am 31. Mai 1944 wurde seine Verlegung in das KZ Fossoli angeordnet, woraufhin er nach dem 4. Juni 1944 überstellt wurde. Am 1. August 1944 wurde er nach Verona gebracht und von hier einen Tag später mit dem letzten Zug in das KZ Auschwitz-Birkenau deportiert. Er kam dort am 6. August 1944 an und wurde vermutlich unmittelbar nach seiner Ankunft ermordet. Laut CDEC wurde Adolf Schwarz in das KZ Bergen-Belsen deportiert und dort ermordet. Auch die Daten des United States Holocaust Memorial Museum in Washington sprechen davon, dass er von Auschwitz ins KZ Bergen-Belsen deportiert und dort ermordet wurde. |
|              | HIER WOHNTE ADA TEDESCO JG. 1881 VERHAFTET 23.9.1944 GESTAPO INNSBRUCK DEPORT. 1944 ORT UNBEKANNT ERMORDET 1945         | Am Alten Rathaus, Passage ·                                      | Ada Tedesco (geb. 21. September 1881 in Verona) lebte zumindest in den Jahren 1942 und 1943 in den Lauben 30 in Bozen. Am 23. September 1943 wurde sie hier festgenommen und inhaftiert. Am 25. Juni 1944 wurde sie in das Gefängnis von Brixen überstellt und am 29. August 1944 der Gestapo in Innsbruck übergeben. Diese verbrachte Tedesco vermutlich in das Lager Reichenau, von wo sie 1944/45 nach Auschwitz-Birkenau deportiert und dort nach ihrer Ankunft ermordet wurde. |
|              | HIER WOHNTE JOSEF WEINSTEIN JG. 1876 VERHAFTET KZ BOZEN DEPORT. 1944 AUSCHWITZ ERMORDET 28.10.1944                      | Mustergasse 17 ·                                                 | Josef Weinstein (geb. 20. Juni 1876 in Bánov) kam als Zwanzigjähriger 1896 nach Trient, wo er als Handelsagent für Manufakturwaren eine Handelslizenz vorweisen konnte. Er arbeitete zunächst für Guido Moncher, der 1903 in der Via Mantova mit dem Warenhaus „Al Buon Mercato“ eines der ersten Kaufhäuser des Trentino eröffnete. Um das Jahresende 1905/06 heiratete er Ellen Brauner, die Schwester des Meraner Kurarztes Ludwig Brauner, mit der er bis April 1919 in Trient und später in Meran lebte. Nach dem Tod seiner Frau lebte er bei seinem Sohn Leo Weinstein und seinen Töchtern Hilda und Lisbeth Weinstein in Bozen. Josef Weinstein betrieb in Meran und Bozen einen Handel mit Konfektions- und Strickwaren. Am 14. November 1938 legte er seine Lizenz zurück und flüchtete 1939 angeblich in Richtung Mailand. Er wurde in Torre Boldone nahe Bergamo festgenommen und von Mailand in das KZ Bozen deportiert. Am 24. Oktober 1944 wurde er von dort in das KZ Auschwitz-Birkenau transportiert, wo er unmittelbar nach seiner Ankunft am 28. Oktober 1944 ermordet wurde. |